# Thelebolaceae
Thelebolaceae Engl. – rodzina grzybów z rzędu Thelebolales.

## Systematyka
Pozycja w klasyfikacji według Index Fungorum:
Thelebolaceae, Thelebolales, Leotiomycetidae, Leotiomycetes, Pezizomycotina, Ascomycota, Fungi.
Takson utworzył Adolf Engler w 1892 r. Według aktualizowanej klasyfikacji Index Fungorum bazującej na Dictionary of the Fungi do rodziny tej należą rodzaje:
- Antarctomyces Stchigel & Guarro 2001
- Ascophanus Boud. 1869
- Ascozonus (Renny) E.C. Hansen 1877
- Caccobius Kimbr. 1967
- Cleistothelebolus Malloch & Cain 1971
- Coprobolus Cain & Kimbr. 1970
- Inopinatum Haelew. & Aime 2021
- Leptokalpion Brumm. 1977
- Pseudascozonus Brumm. 1985
- Ramgea Brumm. 1992
- Solomyces Zhi Y. Zhang, Y.F. Han & Z.Q. Liang 2020
- Thelebolus Tode 1790